# Sury-le-Comtal
 Sury-le-Comtal  es una población y comuna francesa, situada en la región de Ródano-Alpes, departamento de Loira, en el distrito de Montbrison y cantón de Saint-Just-Saint-Rambert.

## Demografía
| 3385 | 3587 | 3778 | 4200 | 4592 | 4805 |
| Para los censos de 1962 a 1999 la población legal corresponde a la población sin duplicidades (Fuente: INSEE [Consultar]) |      |      |      |      |      |